# Parasola kuehneri
Parasola kuehneri är en svampart som först beskrevs av Uljé & Bas, och fick sitt nu gällande namn av Redhead, Vilgalys & Hopple 2001. Parasola kuehneri ingår i släktet Parasola och familjen Psathyrellaceae.  Arten är reproducerande i Sverige. Inga underarter finns listade i Catalogue of Life.